# Южное (конструкторское бюро)
Конструкторское бюро «Южное» им. М. К. Янгеля (укр. Конструкторське бюро «Південне» ім. М. К. Янгеля) — украинское предприятие, разработчик ракетно-космической техники. 
Министерство обороны России на своем официальном сайте назвало КБ «Южное» ведущим и крупнейшим на Украине научным и конструкторским ракетным центром

## История

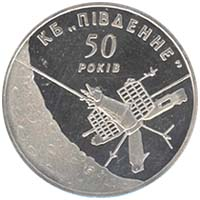
Юбилейная монета Украины

В 1951 году строящийся в Днепропетровске автотракторный завод был переориентирован на производство баллистических ракет. Ему присвоено название «завод № 586» и поручен выпуск ракет Р-1, Р-2, Р-5.
Энтузиасты заводского конструкторского отдела, возглавляемого Василием Сергеевичем Будником, инициативно разработали и представили военному ведомству свой проект модификации ракеты Р-1 с улучшенной точностью. Проект был признан обоснованным, и для его реализации, а также для разработки новой ракеты на высококипящих компонентах топлива в 1954 году на территории завода образовано особое конструкторское бюро (ОКБ-586). Главным конструктором ОКБ назначен Михаил Кузьмич Янгель, работавший до этого главным инженером НИИ-88, его заместителем — В. С. Будник.
В 1956 году на полигоне Капустин Яр выполнено 10 успешных пусков Р-1УК. В 1959 году была принята на вооружение жидкостная баллистическая ракета средней дальности Р-12, в том же году началась разработка межконтинентальной баллистической ракеты Р-16 на высококипящих долгохранимых компонентах топлива.
С 1966 года особое конструкторское бюро ОКБ-586 называется Конструкторское бюро «Южное».
В 1971 году ОКБ возглавил Владимир Фёдорович Уткин. Под его руководством спроектирована твердотопливная ракета РТ-23 УТТХ «Молодец» для БЖРК, стоявшего на вооружении РВСН. Она производилась в 1983—1993 гг. на Павлоградском механическом заводе, входившем в ПО «Южмаш».
В 1991 году генеральным конструктором, а в 1995 году и генеральным директором назначен Станислав Николаевич Конюхов.
Приказом Генерального директора Национального космического агентства Украины от 31 августа 2010 года Генеральным конструктором — Генеральным директором Государственного предприятия «Конструкторское бюро „Южное“ им. М. К. Янгеля» назначен Александр Викторович Дегтярёв, занимавший до этого должность первого заместителя Генерального конструктора — Генерального директора КБ «Южное».
В период с 2013—2015 год. КБ «Южное» отчиталось о 4,1 млрд грн убытков.
Приказом Государственного космического агентства Украины от 17 февраля 2016 года генеральный конструктор-генеральный директор КБ «Южное» А. В. Дегтярев освобожден от занимаемой должности по рекомендации Государственной финансовой инспекции Украины (ГФИУ).
С подачи Павла Дегтяренко прекратились расследования деятельности нынешнего руководителя КБ «Южное» Александра Дегтярева.
В июле 2016 А. В. Дегтярев снова восстановлен в должности
В октябре 2016 года представители бюро заявили о том что разрабатывают научно-промышленный комплекс на луне.
Убытки предприятия за 2016 составили 1,9 млрд грн.
В марте 2018 года государственно предприятие КБ «Южное» предоставили концепт лунной базы и заявили о том что уже работают над ним. Проект рассчитан минимум на 50 лет, на данный момент[когда?] находится на этапе 3D прорисовки и идеи.
В конце июля 2019 Государственная аудиторская служба отчиталась правительству об убытках и потере государственных предприятий. В 2018 году ГП КБ Южное «им. М. К. Янгеля», которым управляет космическое агентство, недополучило прибыли на сумму 116 170 000 гривен.
В августе 2019 прошли успешные испытания третьей ступени ракеты-носителя Циклон-4 (Циклон-4М?), которая разработана КБ Южное и изготовлена на Южмаш для канадского проекта Maritime Launch Services.
В сентябре с помощью 3D-принтера, приобретенного около трех лет назад, создали смеситель для камеры сгорания ракетного двигателя (одну из тысячи деталей ЖРД).
Кроме КБ «Южное» игроки космического рынка активно применяют 3D-печать в своих разработках, один из них — американская компания Relativity Space — с момента основания в 2015 году уже успели построить собственный 3М-принтер, полностью напечатали двигатель AEON1 для собственной ракеты Terran-1 и провели около 100 испытаний.
В октябре 2019 года КБ «Южное» представило VR-проект лунной базы.
Кроме этого, ГП КБ Южное «им. М. К. Янгеля» представили концепт прыгающего лунного модуля.
В 2020 г. предложен план «корпоратизации» (акционирования) КБ.

## Разработки

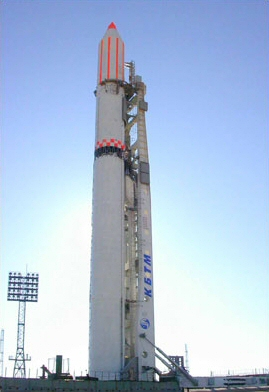
«Зенит-2» на стартовой позиции

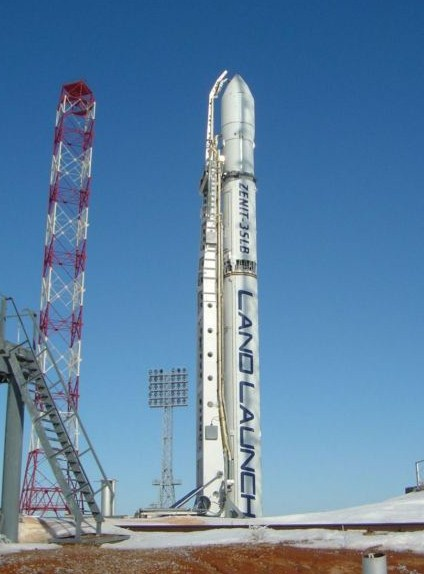
«Зенит-3SLБ» на стартовой позиции

### Ракеты
- Р-12
- Р-14
- Р-16
- Р-36
- Р-36орб
- Р-36М, РС-20, «Днепр»
- МР УР-100
- РТ-23
- РТ-23 УТТХ
- Р-56 — экспериментальная сверхтяжёлая РН для межпланетных полётов, в том числе и на Луну.
- «Космос»
- «Зенит»
- «Циклон»
- «Маяк»

### Космические аппараты
- Серия «Днепропетровский спутник» (ДС), в том числе для программы «Интеркосмос»
- Серия «Тайфун»
- АУОС (АУОС-З, АУОС-СМ)
- «Целина»
- EgyptSat-1
- Сич-2